# Aardlekautomaat

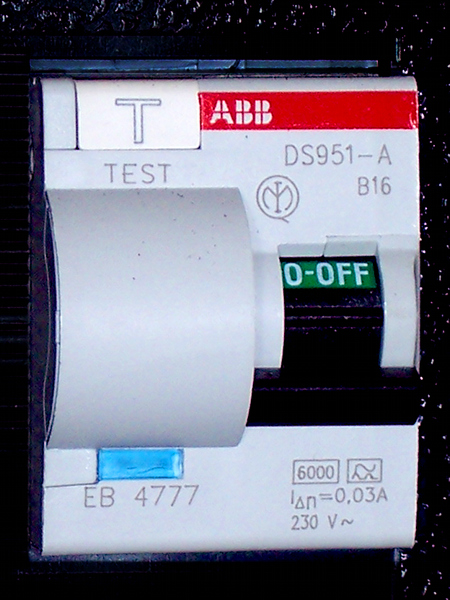
Aardlekautomaat

Een aardlekautomaat (ook wel afgekort tot alamat) beveiligt een elektrische installatie tegen zowel een te hoge lekstroom (waarbij een foutstroom naar aarde wegvloeit), als tegen overstroom ten gevolge van overbelasting of kortsluiting. Aardlekautomaten zijn in feite een combinatie van een installatieautomaat en een aardlekschakelaar in één compacte behuizing.
In de Nederlandse norm NEN 1010, die eisen stelt aan veilige laagspanningsinstallaties, worden aardlekautomaten erkend als volwaardig alternatief voor de combinatie van een installatieautomaat en een aardlekschakelaar. Aardlekautomaten moeten daarbij voldoen aan de eisen voor een maximale aanspreekstroom van 30 mA voor persoonsbeveiliging.
Voordeel van een aardlekautomaat is dat bij een te hoge lekstroom alleen de groep waarin de storing zit spanningsloos wordt (een afzonderlijke aardlekschakelaar bedient vaak meerdere groepen). Bovendien is direct zichtbaar in welke groep de storing zit. Door hun gecombineerde werking dragen aardlekautomaten bij aan een compactere en overzichtelijkere groepenkast.
Nadelen zijn onder meer, dat het minder gemakkelijk is vast te stellen wat de oorzaak van de storing is, lekstroom of overstroom, ook kan een storing in sommige gevallen langer onopgemerkt blijven.
Een aardlekautomaat heeft zowel de specificaties van de aardlekschakelaar (lekstroom 30mA / 300mA, klasse A / B) als de specificaties van de installatieautomaat (maximale stroom  10A / 16A / 20A, karakteristiek  B / C ).